# Cejlon na Letnich Igrzyskach Olimpijskich 1968
Cejlon na Letnich Igrzyskach Olimpijskich 1968 reprezentowało 3 mężczyzn.
Był to szósty start reprezentacji Cejlonu na letnich igrzyskach olimpijskich. 

## Skład kadry

### Boks
Mężczyźni
- Hatha Karunaratne – waga papierowa – 5. miejsce

### Lekkoatletyka
Mężczyźni
- Wimalasena Perera – maraton – 51. miejsce

### Żeglarstwo
Mężczyźni
- Ray Wijewardene – Finn – 29. miejsce